# Мисник, Анастасия Николаевна
Анастасия Николаевна Мисник (род. 19 февраля 1991 года в Знаменке) — украинская легкоатлетка, мастер спорта Украины международного класса. Серебряный призёр летних Паралимпийских игр 2012, 2016 и 2020 годов.
Занимается лёгкой атлетикой в кировоградском областном центре «Инваспорт». Первый тренер — Игорь Поплавка.
На Паралимпиаде в Лондоне Мисник завоевала серебряную медаль в толкании ядра (класс F20) с результатом 12,67 м. Она уступила лишь польке Эве Дурской, которая установила паралимпийский рекорд (13,8 м), бронзу также завоевала украинская спортсменка, Светлана Куделя.
16 июля 2016 года Мисник выиграла Кубок Украины по лёгкой атлетике среди спортсменов-инвалидов, её результат составил 12,7 м.
На чемпионате мира по лёгкой атлетике 2019 года в Дубае (ОАЭ) завоевала серебряную награду. 14 ноября Мисник стала второй в толкании ядра с личным рекордом 13,48 м.